# Вулиці Новомиргорода
У місті Новомиргород Кіровоградської області нараховується понад 160 вулиць, провулків та тупиків.
У списку вулиці подані за алфавітом.
| Назва                   | тип    | Колишні назви                                                                              | Місцевість                                           | Назву затверджено | Примітки |
| ----------------------- | ------ | ------------------------------------------------------------------------------------------ | ---------------------------------------------------- | ----------------- | -------- |
| 2-й Златопільський      | пров.  |                                                                                            | Златопіль                                            |                   |          |
| Авіаційна               | вул.   | Аерофлотська                                                                               | Златопіль                                            | липень 2024       |          |
| Автомобілістів          | пров.  | Петровського                                                                               | Златопіль                                            | листопад 2015     |          |
| Ангеліної Паші          | вул.   | Лонгова                                                                                    | Софіївка                                             |                   |          |
| Архієрейський           | пров.  | Верхня Бессарабська вул., Ватутіна пров.                                                   | Біла Глина                                           | листопад 2015     |          |
| Афанасьєва Павла        | вул.   | Безіменна, Енгельса                                                                        | Софіївка                                             | листопад 2015     |          |
| Банний                  | пров.  | Кінна площа                                                                                | Центр                                                |                   |          |
| Бессарабська            | вул.   | Новосільська, Ватутіна                                                                     | Біла Глина                                           | листопад 2015     |          |
| Біби Петра              | вул.   | Дзержинського                                                                              | Хутір                                                |                   |          |
| Білоглинська            | вул.   | Уманська, Калініна                                                                         | Біла Глина                                           | листопад 2015     |          |
| Бойка Івана             | пров.  | Луначарського                                                                              | Златопіль                                            | листопад 2015     |          |
| Бродських               | вул.   | Телеграфна, Комсомольська                                                                  | Златопіль                                            | листопад 2015     |          |
| Бузька Дмитра           | пров.  | Чкалова                                                                                    | Хутір                                                | липень 2024       |          |
| Валянський              | пров.  | Щорса                                                                                      | Софіївка                                             | листопад 2015     |          |
| Вернадського Володимира | вул.   | Менделеєва                                                                                 | Хутір                                                | липень 2024       |          |
| Верхня                  | вул.   | Валуєвська, Матросова                                                                      | Софіївка                                             | липень 2024       |          |
| Веселий                 | пров.  |                                                                                            | Біла Глина                                           | до 1957           |          |
| Винниченка              | вул.   |                                                                                            | Виноградівка                                         | 1990-ті           |          |
| Виноградівська          | вул.   |                                                                                            | Виноградівка                                         |                   |          |
| Виноградівський         | пров.  |                                                                                            | Виноградівка                                         |                   |          |
| Вишнева                 | вул.   | Молодогвардійська                                                                          | Хутір                                                | травень 2016      |          |
| Вищевигінна             | вул.   | Верхня Вигінна, Колгоспна                                                                  | Софіївка                                             | листопад 2015     |          |
| Вокзальний              | пров.  |                                                                                            | Хутір                                                |                   |          |
| Гайова                  | вул.   | Боженка                                                                                    | Хутір                                                | листопад 2015     |          |
| Гвардійська             | вул.   | Глуха                                                                                      | Софіївка                                             | до 1957           |          |
| Гвардійський            | пров.  |                                                                                            | Софіївка                                             | до 1957           |          |
| Гептурський             | пров.  | Комсомольський                                                                             | Златопіль                                            | листопад 2015     |          |
| Глібова                 | вул.   | пров. Жданова                                                                              | Хутір                                                | після 1957        |          |
| Глінки                  | вул.   |                                                                                            | Хутір                                                |                   |          |
| Гоголя                  | вул.   |                                                                                            | Златопіль                                            |                   |          |
| Гольдбергів             | пров.  | Леніна                                                                                     | Златопіль                                            | лютий 2016        |          |
| Городній                | пров.  |                                                                                            | Софіївка                                             |                   |          |
| Гребешівка              | вул.   |                                                                                            | Біла Глина                                           | до 1957           |          |
| Грінченка Бориса        | вул.   | Макаренка                                                                                  | Златопіль                                            | липень 2024       |          |
| Грушевського Михайла    | вул.   | Розливська, Горького                                                                       | Златопіль                                            | липень 2024       |          |
| Гуляйпільський          | туп.   | Луначарського                                                                              | Златопіль                                            | листопад 2015     |          |
| Гурічева Андрія         | вул.   | Андріанівська, Базарна, Гімназична, Кірова                                                 | Центр                                                | листопад 2015     |          |
| Дачна                   | вул.   |                                                                                            | Хутір                                                |                   |          |
| Дмитрян Ганни           | вул.   | Лонгова, Воровського                                                                       | Центр                                                |                   |          |
| Довженка Олександра     | вул.   | пров. Лермонтова, вул. Лермонтова                                                          | Хутір                                                | липень 2024       |          |
| Дружби                  | вул.   |                                                                                            | Хутір                                                |                   |          |
| Дудченка                | вул.   |                                                                                            | Златопіль                                            |                   |          |
| Дудченка                | пров.  |                                                                                            | Златопіль                                            |                   |          |
| Елеваторна              | вул.   |                                                                                            | Хутір                                                |                   |          |
| Єврейська               | вул.   | Артема                                                                                     | Златопіль                                            | листопад 2015     |          |
| Заводська               | вул.   | Червона                                                                                    | Софіївка                                             |                   |          |
| Залізнична              | вул.   |                                                                                            | Хутір                                                | до 1957           |          |
| Зарічна                 | вул.   | Дудицька, Нижня Дудицька, Білоглинна, Котовського                                          | Біла Глина                                           | листопад 2015     |          |
| Затишна                 | вул.   | Пролетарська, Крайня                                                                       | Софіївка                                             | серпень 2017      |          |
| Затишний                | пров.  | Пролетарський, Крайній                                                                     | Софіївка                                             | серпень 2017      |          |
| Зерова Миколи           | вул.   | Дворянська, Луначарська, Луначарського                                                     | Златопіль                                            |                   |          |
| Златопільська           | вул.   |                                                                                            | Златопіль                                            |                   |          |
| Златопільський          | пров.  |                                                                                            | Златопіль                                            |                   |          |
| Зоряна                  | вул.   | Іллінська, Жданова                                                                         | Софіївка                                             | після 1988        |          |
| Зоряний                 | пров.  |                                                                                            | Софіївка                                             |                   |          |
| Іллінська               | вул.   | Іллінська, 40-річчя Жовтня, Жовтнева                                                       | Софіївка                                             | листопад 2015     |          |
| Іллінський              | пров.  | Жовтневий, Кирила Стеценка                                                                 | Софіївка                                             | серпень 2017      |          |
| Каденюка Леоніда        | вул.   | Гагаріна                                                                                   | Хутір                                                | липень 2024       |          |
| Калиновий               | пров.  | Калініна                                                                                   | Хутір                                                | лютий 2016        |          |
| Карпенка-Карого         | вул.   | Божечкина, Божеська, Щорса                                                                 | Софіївка                                             | листопад 2015     |          |
| Кожедуба Івана          | вул.   | пров. Заводський, вул. Гастелло                                                            | Хутір                                                | липень 2024       |          |
| Кожедуба Івана          | пров.  | Гастелло                                                                                   | Хутір                                                | липень 2024       |          |
| Кожум'яки Степана       | вул.   | Лонгова, Рози Люксембург                                                                   | Центр                                                | листопад 2015     |          |
| Козацький               | пров.  | Безіменний, Тельмана                                                                       | Софіївка                                             | лютий 2016        |          |
| Комарова                | вул.   |                                                                                            | Хутір                                                |                   |          |
| Кондратюка Юрія         | пров.  | Можайського                                                                                | Біла Глина                                           | липень 2024       |          |
| Короленка               | вул.   | пров. Гоголя                                                                               | Хутір                                                | бл. 1960          |          |
| Корольова Сергія        | вул.   | Волкова                                                                                    | Златопіль                                            | липень 2024       |          |
| Корольова Сергія        | пров.  | Волкова                                                                                    | Златопіль                                            | липень 2024       |          |
| Космонавтів             | вул.   |                                                                                            | Хутір                                                |                   |          |
| Костьольний             | пров.  | Чапаєва                                                                                    | Златопіль                                            | листопад 2015     |          |
| Котляревського          | вул.   | Суханівська, Баумана                                                                       | Центр                                                | листопад 2015     |          |
| Коцюбинського Михайла   | вул.   | пров. Івана Франка, вул. Коцюбинського                                                     | Хутір                                                | листопад 2015     |          |
| Кузнечна                | вул.   |                                                                                            | Златопіль                                            |                   |          |
| Кузнечний               | пров.  |                                                                                            | Златопіль                                            |                   |          |
| Левшиних                | вул.   | Свердлова                                                                                  | Біла Глина                                           | листопад 2015     |          |
| Лесі Українки           | вул.   | Мала Єлисаветградська, Шевченка                                                            | Центр, Софіївка                                      | бл. 1960          |          |
| Лисенка Миколи          | вул.   | Чайковського                                                                               | Софіївка                                             | липень 2024       |          |
| Лятошинського           | пров.  | Артема                                                                                     | Златопіль                                            | листопад 2015     |          |
| Мазепи Івана            | вул.   | Першотравнева                                                                              | Хутір                                                | липень 2024       |          |
| Мала Виноградівська     | вул.   | Пархоменка                                                                                 | Виноградівка                                         | лютий 2016        |          |
| Маланюка Євгена         | вул.   | Ворошилова                                                                                 | Хутір                                                | листопад 2015     |          |
| Маршрутна               | вул.   |                                                                                            | Хутір                                                |                   |          |
| Механізаторів           | вул.   |                                                                                            | Златопіль                                            |                   |          |
| Мечникова Іллі          | вул.   | Тимірязєва                                                                                 | Хутір                                                | липень 2024       |          |
| Миру                    | вул.   |                                                                                            | Хутір                                                |                   |          |
| Михайлівська            | вул.   | Михайлівська, Тельмана, Василя Капніста                                                    | Софіївка                                             | серпень 2017      |          |
| Міцкевича               | пров.  |                                                                                            | Златопіль                                            |                   |          |
| Мокрієва Юрія           | вул.   |                                                                                            | Виноградівка                                         | 1990-ті           |          |
| Молодіжна               | вул.   |                                                                                            | Златопіль                                            |                   |          |
| Молодіжний              | пров.  |                                                                                            | Златопіль                                            |                   |          |
| Набережний              | туп.   |                                                                                            | Златопіль                                            |                   |          |
| Назаревського           | вул.   | Пархоменка                                                                                 | Виноградівка                                         | лютий 2016        |          |
| Нижньовигінна           | вул.   | Кучерянська                                                                                | Софіївка                                             | до 1957           |          |
| Новосербський           | пров.  | Малий, Синельникова                                                                        | Софіївка                                             | лютий 2016        |          |
| Новосільська            | вул.   |                                                                                            | Біла Глина                                           | до 1957           |          |
| Новосільський           | пров.  |                                                                                            | Біла Глина                                           | після 1959        |          |
| Оболенського            | вул.   | Весела                                                                                     | Біла Глина                                           | після 1959        |          |
| Оболенського            | пров.  |                                                                                            | Біла Глина                                           | після 1959        |          |
| Озерна                  | вул.   | Лонгова                                                                                    | Софіївка                                             | після 1959        |          |
| Озерний                 | пров.  |                                                                                            | Софіївка                                             | до 1957           |          |
| Омельчук Ірини          | пров.  | Пархоменка                                                                                 | Біла Глина                                           | листопад 2015     |          |
| Павлущенків             | пров.  | Воровського                                                                                | Центр                                                | лютий 2016        |          |
| Паркова                 | вул.   | Маяковського                                                                               | Центр                                                | липень 2024       |          |
| Пацаєва                 | вул.   |                                                                                            | Софіївка                                             |                   |          |
| Пацаєва                 | пров.  |                                                                                            | Софіївка                                             |                   |          |
| Перемоги                | вул.   | Вокзальна, 40-річчя Перемоги                                                               | Хутір                                                | листопад 2015     |          |
| Питомник                | вул.   |                                                                                            | Софіївка                                             | до 1957           |          |
| Подолинського           | пров.  | Лонговий, Рози Люксембург                                                                  | Центр                                                | листопад 2015     |          |
| Польова                 | вул.   | Кошового Олега                                                                             | Хутір                                                | липень 2024       |          |
| Поповкіна               | вул.   |                                                                                            | Центр                                                |                   |          |
| Присяжного Євгенія      | вул.   | Поштова, Карла Маркса                                                                      | Центр                                                | березень 2015     |          |
| Річковий                | туп.   | Гастелло                                                                                   | Хутір                                                | липень 2024       |          |
| Річний                  | пров.  |                                                                                            | Хутір                                                | до 1957           |          |
| Садова                  | вул.   |                                                                                            | Златопіль                                            |                   |          |
| Садовий                 | пров.  |                                                                                            | Златопіль                                            |                   |          |
| Салган                  | острів |                                                                                            | Салган                                               | до 1957           |          |
| Салганна                | вул.   | Салганний пров.                                                                            | Центр                                                | до 1957           |          |
| Симиренка Володимира    | вул.   | Мічуріна                                                                                   | Шмидове                                              | липень 2024       |          |
| Симоненка Василя        | вул.   | Пушкіна                                                                                    | Хутір                                                | липень 2024       |          |
| Сковороди Григорія      | вул.   | Толстого                                                                                   | Хутір                                                | липень 2024       |          |
| Соборності              | вул.   | Боброва, Велика Єлисаветградська, Велика Костьольна, Велика, Леніна, Ленінська, Центральна | Центр, Софіївка, Біла Глина, Виноградівка, Златопіль | лютий 2016        |          |
| Софіївська              | вул.   | Комсомольська                                                                              | Софіївка                                             | після 1959        |          |
| Спортивна               | вул.   |                                                                                            | Златопіль                                            |                   |          |
| Спортивний              | пров.  |                                                                                            | Златопіль                                            |                   |          |
| Степова                 | вул.   |                                                                                            | Хутір                                                | до 1957           |          |
| Степовий                | пров.  |                                                                                            | Хутір                                                |                   |          |
| Стеценка Кирила         | вул.   | Болотиста, Космодем'янської Зої                                                            | Софіївка                                             | липень 2024       |          |
| Стеценка Кирила         | пров.  | Космодем'янської Зої                                                                       | Софіївка                                             | липень 2024       |          |
| Стуса Василя            | пров.  |                                                                                            | Центр                                                |                   |          |
| Тайга Григорія          | вул.   | Салганна, Карла Лібкнехта                                                                  | Центр                                                | листопад 2015     |          |
| Тичини Павла            | вул.   | Піонерська                                                                                 | Златопіль                                            | лютий 2016        |          |
| Тобілевичів             | пров.  | Кінна площа, Бабушкіна пров.                                                               | Центр                                                | листопад 2015     |          |
| Транспортна             | вул.   |                                                                                            | Златопіль                                            |                   |          |
| Транспортний            | пров.  |                                                                                            | Златопіль                                            |                   |          |
| Тургелі Михайла         | пров.  | Дудицька вул., Котовського пров.                                                           | Біла Глина                                           | лютий 2016        |          |
| Українська              | вул.   |                                                                                            | Златопіль                                            |                   |          |
| Тулуба Олександра       | вул.   | Урицького                                                                                  | Златопіль                                            | лютий 2016        |          |
| Учительська             | вул.   |                                                                                            | Златопіль                                            |                   |          |
| Франка                  | вул.   |                                                                                            | Виноградівка, Златопіль                              |                   |          |
| Франка                  | пров.  |                                                                                            | Виноградівка                                         |                   |          |
| Франка                  | туп.   |                                                                                            | Виноградівка                                         |                   |          |
| Херсонська              | вул.   |                                                                                            | Златопіль                                            |                   |          |
| Херсонський             | пров.  |                                                                                            | Златопіль                                            |                   |          |
| Хмельницького Богдана   | пров.  |                                                                                            | Златопіль                                            |                   |          |
| Холодноярська           | вул.   | Чапаєвська, Чапаєва                                                                        | Златопіль                                            | листопад 2015     |          |
| Хутірська               | вул.   | Фрунзе                                                                                     | Хутір                                                | листопад 2015     |          |
| Ціолковського           | вул.   |                                                                                            | Виноградівка                                         |                   |          |
| Черняховського          | вул.   | Німа, Глухоніма, Чапаєва                                                                   | Біла Глина                                           | після 1959        |          |
| Черняховського          | пров.  | Червоний, Річний, Чапаєва                                                                  | Біла Глина                                           | після 1959        |          |
| Чорновола В'ячеслава    | вул.   | Мала Єлисаветградська, Синельникова                                                        | Софіївка                                             | лютий 2016        |          |
| Чорногорська            | вул.   | Будьонного                                                                                 | Софіївка                                             | листопад 2015     |          |
| Шахтарська              | вул.   |                                                                                            | Біла Глина                                           | після 1959        |          |
| Шевченка                | вул.   | Шевченківська                                                                              | Златопіль                                            |                   |          |
| Шевченка                | пров.  |                                                                                            | Златопіль                                            |                   |          |
| Шевченка                | туп.   |                                                                                            | Златопіль                                            |                   |          |
| Широка                  | вул.   | Руська, Петровського                                                                       | Златопіль                                            | листопад 2015     |          |
| Шкільна                 | вул.   |                                                                                            | Біла Глина                                           | до 1957           |          |
| Шкільний                | пров.  |                                                                                            | Біла Глина                                           | після 1959        |          |
| Шолом-Алейхема          | вул.   |                                                                                            | Златопіль                                            |                   |          |
| Яблуневий               | пров.  | Свердлова                                                                                  | Біла Глина                                           | лютий 2016        |          |
| Яновського              | вул.   | 70-річчя Жовтня                                                                            | Хутір                                                | лютий 2016        |          |
| Ярова                   | вул.   | Верхня Бессарабська, Бессарабська, Панфілова                                               | Біла Глина                                           | липень 2024       |          |
| Яровий                  | пров.  | Панфілова                                                                                  | Біла Глина                                           | липень 2024       |          |